# ويلارد شميت (كرة سلة)
ويلارد شميت (بالإنجليزية: Willard Schmidt)‏ مواليد 14 فبراير 1910 في سوانتون - الوفاة 13 أبريل 1965، كان لاعب كرة سلة أمريكي. بلغ طوله 6 قدم 8 بوصة (2.0 م). مثّل منتخب بلاده. شارك في دورة الألعاب الأولمبية الصيفية سنة 1936.

## الميداليات
| الميدالية | المسابقة                       |
| --------- | ------------------------------ |
| ذهبية     | الألعاب الأولمبية الصيفية 1936 |

## روابط خارجية
- ويلارد شميت على موقع سبورتس رفرنس (الإنجليزية)
- ويلارد شميت على موقع أوليمبيديا (الإنجليزية)